# Edificio Radiocentro CMQ
La obra que demuestra la vinculación de Martín Domínguez Esteban con las vanguardias europeas, será el edificio Radiocentro CMQ (1947), construido en la calle 23 entre L y M, en El Vedado. Será el primer edificio multifuncional que se construya en Cuba. El programa del edificio contempló la suma de comercios, oficinas, estudios de radio y televisión, así como el cine Warner. Además en este edificio se unirá la maestría de Martín Domínguez al entusiasmo y buen hacer de Miguel Gastón y Emilio del Junco, miembros todos ellos de la ATEC (sección cubana de los CIAM).

## Construcción
Para la construcción de este edificio se le otorgó un permiso en 1947 atendiendo a las funciones que desempeñaría, debido a las ordenanzas que había en El Vedado, ya que en 1931 se dictó un acuerdo que prohibía la construcción de edificios de más de 3 plantas, pero este acuerdo fue modificado seis años más tarde para ampliar la construcción de hasta 4 plantas, debido a que muchos proyectistas y propietarios reclamaron la necesidad de que les autorizaran a construir edificios más altos.
El edificio estaba retranqueado de la alineación 5 metros, añadiendo luego 4 metros de soportal, que permitía distanciarlo de la calzada, a la vez que se ajustaba a la fuerte pendiente de la calle 23, de esta manera el soportal se convertía en una amplia galería, que dividía el basamento del cuerpo de oficinas.
Esta galería se convertía en el vestíbulo cubierto del cine situado en la esquina superior con la calle L, el cual tenía un cuerpo expresionista de cubierta curva de gran escala. Esta misma escala era adoptada en el restaurante que estaba situado en la esquina opuesta en la calle M. La amplia galería da acceso al vestíbulo del edificio de oficinas. El tercer edificio lo configura una pieza prismática en la calle M, retranqueado también para enfatizar las dos esquinas.
El edificio tuvo una gran repercusión, ya que se publicó en la revista L'Architecture d'aujourd'hui.
Su afortunada apuesta funcionalista tendrá reflejos en muchos de los edificios que se construirían en los años siguientes, como por ejemplo la deuda del Hotel Habana Hilton (conocido en la actualidad como Hotel Tryp Habana Libre) de Welton Becket y asociados, junto con los cubanos Arroyo y Menéndez. Además con esta obra, Martín Domínguez entraría en contacto con Ernesto Gómez-Sampera, con el que participaría más adelante en el proyecto del edificio Focsa.
Walter Gropius, durante la visita que realiza en 1949 a La Habana, se referirá a este edificio para defender la necesidad del trabajo en equipo, de la cual el arquitecto es el coordinador: “En el edificio Radiocentro (el arquitecto) es imposible que pueda conocer ampliamente todos los aparatos y técnica de instalación de los mismos; entonces es necesario la cooperación de especialistas en la materia”.

## Instalaciones
El cine, con una capacidad para 1700 espectadores, tenía un escenario en el que se podía ofrecer espectáculos de corta duración, para así entretener a los asistentes en los intermedios de las películas. Fue inaugurado el 23 de diciembre de 1947.
La cadena de radio CMQ ocupaba una parte de las oficinas del edificio de diez plantas, que estaba adosado al bloque de oficinas de alquiler. En esta área se había reservado además, una parte del terreno para las futuras instalaciones de televisión, que todavía no se habían construido. En uno de sus estudios, el Estudio Número 2 era sede no solo de transmisiones de programas radiales sino también dicho estudio fue lugar de todas o la mayoría de las grabaciones musicales del sello disquero RCA Victor en Cuba desde 1948 a 1959.
La planta baja, que era común para todo el complejo, tenía distintos tipos de establecimientos comerciales: varias salas de exhibición, un banco, un restaurante y una cafetería. La circulación peatonal estaba pensada de manera que se debía pasar por delante de estos locales.